# Nizozemske Gvajane
Nizozemska kolonizacija Gvajan - obalne regije med rekama Orinoko in Amazonko v Južni Ameriki - se je začela v poznem 16. stoletju. Nizozemcem je prvotno pripadalo celotno ozemlje Gvajan (imenovano tudi De wilde kust, "Divja obala"), toda po poskusih, da bi jo prodali najprej Bavarski in nato Hanauu ter izgubi delov zaradi Portugalske, Britanije in Francije, je del dejansko naseljen in pod nadzorom Nizozemske, je postalo znano kot Nizozemska Gvajana (nizozemsko: Nederlands-Guiana).
Koloniji Esekibo  (Essequibo) in Demerara sta bili pod nadzorom Nizozemske zahodnoindijske družbe, medtem ko sta bili Berbis (Berbice) in Surinam pod nadzorom Družbe Berbice oziroma Družba Surinam. Cayenn je tudi bil za kratko obdobje pod nizozemskim nadzorom. Po napoleonskih vojnah leta 1814 je Britanija pridobila nadzor nad tremi kolonijami (Demerara, Berbice in Esekibo) zahodno od reke Courantyne, ki so postale Britanska Gvajana in nato sodobna Gvajana. Preostala kolonija, Surinam (imenovana tudi "Nizozemska Gvajana"), je ostala pod nizozemskim nadzorom do svoje neodvisnosti leta 1975.

## Zgodovina

### Začetki
Leta 1598 je flota treh nizozemskih ladij, ki so obiskale Divjo obalo, omenila, da je preplula reko " Surinamo ", leto po tem, ko so enako storili  Angleži. Naslednje leto je bila prva kartografska omemba regije: zemljevid iz leta 1599, ki opisuje to potovanje, narisal pa ga je flamski geograf Jodocus Hondius. Od leta 1581 so kolonije naselili nizozemski kolonisti, ki so večinoma prihajali iz province Zeeland. Trgovske postaje so bile ustanovljene v bližini različnih rek, vključno z rekami Pomerun, Esekibo, Berbis in Surinam. Francoski, nizozemski in angleški kolonisti so ustanovili številne majhne trgovske postaje, večinoma menjalnice. Zaradi učinkov bolezni in napadov domorodcev so te kolonije redkokdaj trajale dolgo.

### Ustanovitev
Nizozemska zahodnoindijska družba je bila ustanovljena leta 1621 in je dobila nenadzorovan nadzor nad kolonijami v Južni Ameriki. Kolonijo je upravljal Abraham van Peere, nizozemski raziskovalec, ki je ustanovil naselbino Berbis. Po tretji anglo-nizozemski vojni je Anglija prepustila kolonijo Surinam v zameno za Novi Amsterdam.
Nizozemska Gvajana ni bila politična entiteta, temveč geografska označba. Kolonije, ki so nastale vzdolž Nizozemske Gvajane, je sprva nadzorovalo več entitet. Esekvibo in Demerara sta bila pod nadzorom Nizozemske zahodnoindijske družbe, medtem ko sta Berbice in Surinam nadzorovala Družba Berbice oziroma Družba Surinam. Pernambuko in naselja bolj zahodno, vključno s Portugalsko Gvajano, zdaj brazilsko državo Amapá, so bila od leta 1630 do 1654 pod nizozemskim nadzorom. Cayenn (Kajen) ( Francoska Gvajana) je bil prav tako kratek čas pod nadzorom Nizozemcev med 1660 in 1664 ter ponovno med 1676 in 1677.

### Razpustitev
Za časa Batavske republike so večino Nizozemske Gvajane znova zasedli Britanci. Po napoleonskih vojnah leta 1814 je Britanija pridobila nadzor nad tremi kolonijami (Demerara, Berbis in Esekvibo) zahodno od reke Courantyne. Te tri kolonije so postale Britanska Gvajana. Po letu 1815 je bilo pet Gvajan, imenovanih po njihovih prevladujočih jezikih: španska Gvajana (Venezuela), Britanska Gvajana, Nizozemska Gvajana, Francoska Gvajana in Portugalska Gvajana (Brazilija).
Kolonija, ki je ostala, je bila del Kraljevine Nizozemske do leta 1975, ko je postala neodvisna kot Republika Surinam.

## Geografija
Nizozemska Gvajana je pokrivala večino Gvajanskega ščita, njene meje pa so segale od delte Orinoka na severozahodu, vzhodnih bregov reke Karoní na jugozahodu do otoka Marajó v delti reke Amazonke na jugovzhodu.

## Nizozemska Gvajana ali Surinam
Čeprav je bila kolonija Surinam vedno uradno znana kot taka ali kot Surinam, tako v nizozemščini  kot v angleščini,  je bila kolonija v 19. in 20. stoletju pogosto neuradno in poluradno imenovana Nizozemska Gvajana (nizozemsko: Nederlands Guiana), po analogiji z Britansko Gvajano in Francosko Gvajano. Zgodovinsko gledano je bil Surinam le ena od mnogih nizozemskih kolonij v Gvajanah, druge so bile Berbis, Esekvibo, Demerara in Pomerun, ki so bile potem, ko jih je leta 1814 prevzelo Združeno kraljestvo, leta 1831 združene v Britansko Gvajano. Nizozemci so od leta 1630 do 1654 nadzorovali tudi severno Brazilijo, vključno z območjem, ki se je, ko mu je vladala Lizbona, imenovalo Portugalska Gvajana. Tako pred letom 1814 izraz Nizozemska Gvajana ni opisoval samo Surinama, temveč vse kolonije pod nizozemsko suverenostjo v regiji skupaj: niz politik z različnimi vladami, katerih zunanje meje so se sčasoma zelo spreminjale.